# キューポラ
キューポラ（cupola furnace）は、コークスの燃焼熱を利用して鉄を溶かし鋳物の溶湯（ようとう：溶解され液体状になった鉄）を得るためのシャフト型溶解炉に分類される溶解炉。訳語は溶銑炉。文献および専門書などでキュポラと短縮され表記されることもある。

## 構造
キューポラの構造は、ボイラー鋼鈑などを数メートル-数十メートルの長さに末広がりの円筒形に加工した構造物を縦型に設置し、内側には耐熱煉瓦や耐火モルタル（パッチングモルタルなどのキューポラ用耐火物）が貼られている。
その他に、円筒形の中間までが末広がり型の形状で、その下部を逆に絞った形状（高炉に近い形状）の「ホワイティング型キューポラ」、日本人の開発した「坂川式熱風水冷キューポラ」もあったが、現在は数機現存するのみである。
キューポラ各部の役割、名称として、円筒型の上部から溶解材料を「底開きバケット」や「スキップ式ホイスト」などで挿入する「材料投入口」、コークスなどの燃焼で発生したガス（主にCOガス）を吸引する「ガスダクト」、挿入された材料を予熱する「予熱帯」、材料をコークスの燃焼熱で溶解する「溶解帯」、還元作用が行われる「還元帯」、溶けた鉄が一時的に炉内に溜まる「湯溜まり帯」、溶けた鉄が出てくる穴「出湯口」、炉の最下部で溶湯が漏れないように耐火物で施工してある「炉床」、溶解後に炉内残滓物や耐火物を排出するための「底扉（もしくはマンホール）」という構成である。
なお、古来からある日本独自の「こしき炉（甑炉）」は燃料に石炭や木炭を使用したもので炉の原理は同じである。
キューポラは、時間あたり溶解量で大きさを表すのが通例であり、小型の物は毎時1-3トンから大型のものは毎時80-120トンのものまで使用されている。日本では5-30トンクラスが主流である。

## 分類
キューポラ形態の分類として、炉内全面に耐火物を施工する「ライニングキューポラ」と湯溜まり帯と炉床のみ耐火物を施工する「ノーライニングキューポラ」がある。
次に、炉内に溶湯を常に一定量溜めておく「ウエットボトム方式」と、炉内には溜めずに排出し炉体前部に設置されたサイフォンに溜める「ドライボトム方式」がある。
また、溶湯と一緒にキューポラのスラグ（溶融されたコークス等の残滓物）を炉内から排出し、キューポラ前部に取り付けられたスラグセパレーターにて分離する「フロントスラッギング方式」と、溶湯とスラグを別々の穴から排出する「リアスラッギング方式」という分類となる。

## 使用法
溶解方法としては、溶解帯まで積み上げられたコークス「初込めコークス」（ベッドコークスとも呼ばれる）に、溶解帯下部に取り付けられた「羽口（はぐち）」といわれる部分から送風機で空気を送りコークスを燃焼させ材料を溶解する。その時の燃焼温度は1,600℃にも達する。また、空気に純酸素を数%混ぜ溶解効率を上げる方法もある。
操業条件として最も重要なのは、送風の加減である。送風が過剰になると、固体地金の表面に厚い酸化皮膜ができ、材質劣化の原因になり、また、ベッドコークスの燃焼消耗が速まり、追い込めコークスの追従補充が間に合わなくなる。逆に送風過少の場合も、コークスの不完全燃焼によって発熱量が不足することになる。ゆえに、どちらも結果として出湯温度が低くなりすぎて品質が劣化する。適正な送風量は、炉の断面積1m2あたり100-110m3/秒とされている。また、送風される空気の温度と湿度も鋳鉄の品質に大きな影響を与える。
1970年以前は大気をそのまま炉内に送風した「冷風操業」が主であったが、燃焼効率が安定せず出湯温度が低いことと（酸化溶解となる）、大気中の水分量の増減に起因する品質不良（ガス欠陥、ザク巣欠陥など）が大きな問題となっていた。これを改善するため排ガス中のCOガスをキューポラに併設された燃焼室で700-1,000℃に燃焼させ、その高温のガス熱量を利用し炉内へ送風する大気を熱交換機で300-700℃まで加熱し送風する「熱風操業」が行われ、この方法が現在主流となっている。
熱風操業は品質を改善するばかりでなく、燃焼効率改善によるコークス使用量の低減にもつながる。

## 特徴
キューポラのメリットとして、大量の溶湯を連続溶解できる、コークスで溶解するので溶解コストが電炉に比べて低い、亜鉛など不純物を精錬する作用があるので、電炉で使用できない材料を使用することができる、炭素分がコークスから補給（吸炭）されるので、電炉のように溶解による損失を追加する必要が無い、という点があげられる。
デメリットとして、目的の成分を得るための操炉方法が非常に難しく熟練を要する、熱交換器や集塵機など設備が大型で投資費用が大きい（甑炉は単純な構造のため安価である）、粉塵やCO2ガスの発生量が多く環境に大きな影響を与えてしまう、コークス由来の硫化物が発生する、上記のメリットである吸炭が過剰となって品質低下が起こりうる、ということがある。
また、コークスの60%以上は中国からの輸入に頼っているので、中国国内の需給動向によって価格の変動が激しくなっており、将来的にコークスの確保が懸念されるという点があげられる。
現在では、地球温暖化や温室効果ガスの排出などの環境問題、特にCO2発生量の多さを問題視されるため、中周波誘導炉（電気炉）に取って代わられつつあり、昭和50年代ごろまでは300社以上に設置されていたとされるキューポラも、現在では不況などの影響もあるが数十社のみである。しかしながら、溶湯を大量に必要とする自動車部品、建設機械、船舶部品の鋳物工場では現在でも主流であり、CO2発生量対策として排出された熱量を回収し有効利用する施策を進めている鋳物会社も多い。

## 各地のキューポラ

### 埼玉県川口市のキューポラ

『キューポラのある街』（1962年）

キューポラの、屋根から突き出たその姿は鋳物工場のシンボル的な存在で、鋳物産業が盛んだった1980年代ごろまでの埼玉県川口市にはキューポラが多く見られ、小説『キューポラのある街』の舞台となっている。同作品は1962年に吉永小百合主演で映画化された。
実際に屋外に見えているのはキューポラに付属する排煙筒である。キューポラ本体が屋根から突き出していると炎や燃焼した細かいコークスが飛び散り、周辺の延焼の原因になる。キューポラ以前の甑全盛の時代では、工場群の屋根からコークスの炎が立ち上る風景が川口のあちこちで見受けられた。これにちなんでか、川口オートレース場では例年「GI日刊スポーツキューポラ杯争奪戦」が行われている。ただし、1970年代から1990年代ごろの川口においては、かつて鋳物工場であった場所は次々とマンションへと変貌していき、21世紀の川口において鋳物工場はごくわずかしか残存していない。
しかし、川口市は川口駅東口に川口市立中央図書館やメディアセブンなどの公共施設、ならびにマルエツや無印良品などの民間商店が入居しているキュポ・ラという建物を建築する事により、過去のキューポラをしのんでいる。また、キューポラをモチーフとしたマスコットキャラクター、きゅぽらんが存在する。
川口オートレース場のイメージ曲『ぶっちぎりの青春』・『ぶっちぎりの青春☆now』（歌：ささきいさお）でも歌われている。

### 富山県高岡市のキューポラ
詳細は金屋町の項「旧南部鋳造所のキューポラと煙突」を参照
高岡銅器で有名な富山県高岡市の鋳物製造発祥の地金屋町の一角には、旧南部鋳造所のキューポラと角形煙突が残されている（現在はパチンコ店駐車場内）。明治期に入り金屋町ではいくつかの近代的な西洋式溶鉱炉キューポラが建造された。その後ほとんどのキューポラは役目を終え取り壊されていったが、旧南部鋳造所のキューポラは1924年（大正13年）に建造され、2000年（平成12年）2月まで使用された唯一現存するもので、2001年（平成13年）10月12日には国の登録有形文化財に登録されている。